# لمور کوتوله گوش‌پشمالو
 لمور کوتوله گوش‌پشمالو (نام علمی: Cheirogaleus crossleyi) نام یک گونه از سرده لمور کوتوله است.